# Sellos de Rusia en 2015
Los sellos de Rusia en el año 2015 fueron puestos en circulación por Pochta Rossii (Почта России), la administración postal rusa. En total se emitieron 141 sellos postales (11 en hoja bloque), comprendidos en 79 series filatélicas con temáticas diversas.

## Descripción
| Imagen | Fecha de emisión | Nombre del sello (descripción) | Dimensiones (mm)        | Valor facial (en rublos) |
| ------ | ---------------- | --- | ----------------------- | ------------------------ |
|        | 16.01            | «Europa» 1) Serie anual a cargo de PostEurop, ese año bajo el tema Juguetes; el sello muestra un carrusel de juguete típico de Dymkovo y dos muñecas matrioska | 37,0 × 50,0             | 23,00                    |
|        | 22.01            | «150 años del nacimiento de Valentin Serov» (HB) 1) El cuadro Octubre. Domotkanovo (Октябрь. Домотканово, 1895) del pintor Valentin Serov La hoja bloque muestra un retrato del pintor | 42,0 × 30,0 (107 × 76)  | 50,00                    |
|        | 27.01            | «Postcrossing» 1) Diseño alusivo al postcrossing que muestra una carta de amor sobre una esfera terrestre con los principales iconos mundiales | 37,0 × 37,0             | 23,00                    |
|        | 10.02            | «Patrimonio Mundial Natural de Rusia» (HB) 1) Una vista del parque natural de los Pilares del Lena | 52,0 × 37,0 (123 х 98)  | 50,00                    |
|        | 12.02            | «Serguéi Kapitsa, físico, laureado con el Premio Estatal» 1) El físico Serguéi Kapitsa, ganador del Premio Estatal de la Federación de Rusia | 37,0 × 50,0             | 15,00                    |
|        | 19.02            | «Premios estatales de la Federación de Rusia» 1) La insignia de la Orden de Najímov | 32,5 х 65,0             | 25,00                    |
|        | 19.02            | 2) La insignia de la Orden del Coraje | 32,5 х 65,0             | 25,00                    |
|        | 19.02            | 3) La insignia de la Orden de la Amistad | 32,5 х 65,0             | 25,00                    |
|        | 24.02            | «Ciudades de Gloria Militar» Seis ciudades rusas que portan la distinción honorífica "Ciudad de Gloria Militar", en el sello se ve el nombre de la respectiva ciudad acompañado del emblema de la insignia 1) Lomonósov | 37,0 × 37,0             | 20,00                    |
|        | 24.02            | 2) Maloyaroslávets | 37,0 × 37,0             | 20,00                    |
|        | 24.02            | 3) Mozhaisk | 37,0 × 37,0             | 20,00                    |
|        | 24.02            | 4) Petropávlovsk-Kamchatski | 37,0 × 37,0             | 20,00                    |
|        | 24.02            | 5) Taganrog | 37,0 × 37,0             | 20,00                    |
|        | 24.02            | 6) Jabárovsk | 37,0 × 37,0             | 20,00                    |
|        | 18.03            | «70º aniversario de la victoria en la Gran Guerra Patria de 1941-1945. Contrainteligencia militar» Dos destacados miembros de la contrainteligencia militar soviética activos en la Flota del Mar Negro durante la Segunda Guerra Mundial: 1) El comisario de batallón Alexandr Galushkin y el emblema del NKVD | 37,0 × 37,0             | 16,00                    |
|        | 18.03            | 2) El comisario político Pavel Silayev y el emblema del NKVD | 37,0 × 37,0             | 16,00                    |
|        | 19.03            | «70º aniversario de la victoria en la Gran Guerra Patria de 1941-1945. "Héroes de los submarinistas"» Dos destacados capitanes de submarinos soviéticos activos durante la Segunda Guerra Mundial (cada sello aparece con una viñeta postal sin valor con la imagen de un submarino S-13) 1) Yevgueni Osipov, capitán de un submarino Shch-406 | 40,0 × 28,0             | 16,00                    |
|        | 19.03            | 2) Alexandr Marinesko, capitán de un submarino S-13 | 40,0 × 28,0             | 16,00                    |
|        | 26.03            | «150 años del correo de los zemstvos» 1) Diseño alusivo con una carta, una pluma, sellos, un pueblo y una servicio de postas | 42,0 × 30,0             | 20,00                    |
|        | 21.03            | «La División Operativa de las Tropas Internas Rusas de Dzerzhinski» 1) El emblema de la División y las insignias de la Orden de Zhúkov, la Orden de Lenin, la Orden de la Revolución de Octubre y la Orden de la Bandera Roja | 62,0 х 32,5             | 17,00                    |
|        | 02.04            | «70º aniversario de la victoria en la Gran Guerra Patria de 1941-1945. Medallas» 1) La Medalla por la Liberación de Varsovia | 32,5 х 65,0             | 30,00                    |
|        | 02.04            | 2) La Medalla por la Liberación de Belgrado | 32,5 х 65,0             | 30,00                    |
|        | 02.04            | 3) La Medalla por la Liberación de Praga | 32,5 х 65,0             | 30,00                    |
|        | 10.04            | «50 años del primer paseo del hombre en el espacio» 1) Un cosmonauta soviético realizando un paseo espacial en conmemoración del primer paseo espacial, realizado por el cosmonauta Alexei Leonov en la misión Vosjod 2 del 18 de marzo de 1965 | 30,0 × 42,0             | 17,00                    |
|        | 16.04            | «Flora de Rusia» 1) El pino de Chipre (Pinus stankewiczii) | 36,5 х 29,0             | 20,00                    |
|        | 16.04            | 2) La sabina rastrera (Juniperus excelsa) | 36,5 х 29,0             | 20,00                    |
|        | 16.04            | 3) El arce real (Acer platanoides) | 36,5 х 29,0             | 20,00                    |
|        | 16.04            | 4) El roble común (Quercus robur) | 36,5 х 29,0             | 20,00                    |
|        | 16.04            | «Programa Estatal para el Desarrollo de la Donación de Sangre Voluntaria "Servicio de Sangre"» 1) Ilustración del procedimiento de donación de sangre y el logotipo del programa | 30,0 × 42,0             | 17,00                    |
|        | 17.04            | «Tribunal de Cuentas de la Federación Rusa» 1) El logotipo del Tribunal de Cuentas de la Federación Rusa y el edificio de su sede central en Moscú | 50,0 × 37,0             | 20,00                    |
|        | 23.04            | «175 años del primer sello de correos» 1) Reproducción del primer sello emitido para el franqueo postal: el Penny Black, emitido por el Reino Unido el 1 de mayo de 1840 | 50,0 × 37,0             | 26,50                    |
|        | 30.04            | «70º aniversario de la victoria en la Gran Guerra Patria de 1941-1945. Trenes blindados» 1) El tren blindado Metropolitano de Moscú | 65,0 × 32,5             | 12,00                    |
|        | 30.04            | 2) El tren blindado Avión de caza de los invasores alemanes | 65,0 × 32,5             | 17,00                    |
|        | 30.04            | 3) El tren blindado Moskvich | 65,0 × 32,5             | 19,00                    |
|        | 30.04            | 4) El tren blindado Kozma Minin | 65,0 × 32,5             | 27,00                    |
|        | 05.05            | «70º aniversario de la victoria en la Gran Guerra Patria de 1941-1945. Medallas» 1) La Medalla por la Conquista de Königsberg | 32,5 х 65,0             | 30,00                    |
|        | 05.05            | 2) La Medalla por la Conquista de Viena | 32,5 х 65,0             | 30,00                    |
|        | 05.05            | 3) La Medalla por la Conquista de Berlín | 32,5 х 65,0             | 30,00                    |
|        | 05.05            | 4) La Medalla por la Conquista de Budapest | 32,5 х 65,0             | 30,00                    |
|        | 05.05            | «70º aniversario de la victoria en la Gran Guerra Patria de 1941-1945» (HB) 1) El sello muestra la bandera de la Victoria con el símbolo de la hoz y el martillo La hoja bloque reproduce una foto de la firma de la capitulación general alemana en Berlín el 8 de mayo de 1945 por parte del mariscal Gueorgui Zhúkov, el mariscal Arthur Tedder, el coronel general de la Fuerza Aérea de los Estados Unidos Carl Spaatz y el mariscal Jean de Lattre de Tassigny, y dos folios originales del documento | 65,0 × 32,5 (130 × 85)  | 70,00                    |
|        | 06.05            | «Abogados prominentes de Rusia» 1) Román Rudenko (1907-1981) | 37,0 × 37,0             | 17,00                    |
|        | 07.05            | «150 años de la Unión Internacional de Telecomunicaciones» 1) El logotipo de la Unión Internacional de Telecomunicaciones en el número 150 | 42,0 × 30,0             | 17,00                    |
|        | 12.05            | «Exposición Internacional "Sviaz-Expokomm"» 1) El logotipo de la Exposición Internacional Sviaz-Expokomm y vista del recinto ferial Expocentr | 65,0 × 32,5             | 19,00                    |
|        | 21.05            | «Unión Económica Euroasiática» 1) El logotipo de la Unión Económica Euroasiática sobre un mapa que representa los países miembros de la Unión | 50,0 × 37,0             | 17,00                    |
|        | 22.05            | «Premio Nobel de Literatura Joseph Brodsky» 1) Retrato del poeta ruso-estadounidense Joseph Brodsky en ocasión del 75.º aniversario de su nacimiento | 32,5 × 32,5             | 17,00                    |
|        | 28.05            | «Fauna de Rusia - Raza de perros» 1) El perro pastor del sur de Rusia | 65,0 × 32,5             | 16,00                    |
|        | 28.05            | 2) El perro pastor caucásico | 65,0 × 32,5             | 18,00                    |
|        | 28.05            | 3) El perro pastor de Asia Central | 65,0 × 32,5             | 20,00                    |
|        | 28.05            | 4) El perro terrier ruso negro | 65,0 × 32,5             | 26,50                    |
|        | 28.05            | «175 años del nacimiento del compositor Piotr Chaikovski» (HB) 1) Retrato del compositor Piotr Chaikovski y vista del Conservatorio de Moscú La hoja bloque muestra una lira y una hoja de la partitura del ballet El cascanueces | 50,0 × 37,0 (108 × 82)  | 150,00                   |
|        | 02.06            | «Compañía Minera y Metalúrgica Norilsk Nickel» 1) Un minero y un par de escenas de una empresa minero-metalúrgica | 65,0 × 32,5             | 26,50                    |
|        | 04.06            | «Banco de Rusia» (HB) 1) Retrato de Yevgueni Lamanski, segundo presidente del Banco del Estado del Imperio Ruso La hoja bloque muestra las figuras alegóricas "Cosecha" y "Abundancia", ejecutadas en el arco de una de las ventanas del edificio del Banco de Rusia (Moscú) y el edificio del antiguo Banco del Estado del Imperio Ruso (San Petersburgo) | 39,0 × 39,0 (145 × 100) | 40,00                    |
|        | 04.06            | 2) Cuatro monedas históricas: 3 kópeks de 1841, 1 rublo de 1866, ducado de oro de 1923 y 1 rublo de 2014 | 39,0 × 39,0 (145 × 100) | 40,00                    |
|        | 04.06            | 3) Fachad del Banco de Rusia estilizada como si se tratara de la imagen de un billete | 39,0 × 39,0 (145 × 100) | 40,00                    |
|        | 16.06            | «Escudo de la ciudad de Derbent» 1) El escudo de Derbent | 18,5 × 26,0             | 12,00                    |
|        | 16.06            | «Escudo de la ciudad de Nizhni Nóvgorod» 1) El escudo de Nizhni Nóvgorod | 18,5 × 26,0             | 12,00                    |
|        | 16.06            | «Centro Internacional de Niños Artek» 1) Dibujo infantil | 50,0 × 50,0             | 26,50                    |
|        | 23.06            | «200 años del nacimiento Pável Fedótov» 1) El cuadro Encore, encore! (Анкор, ещё анкор!, 1852) del pintor Pável Fedótov | 50,0 × 37,0             | 25,00                    |
|        | 23.06            | 2) El cuadro Retrato de N. P. Zhdanovich en el piano (Портрет Н.П. Жданович за фортепьяно, 1849) | 37,0 × 50,0             | 25,00                    |
|        | 25.06            | «Año de la Literatura en Rusia» 1) Diseño alusivo que muestra la silueta de tres cabezas con los colores de la bandera de Rusia | 37,0 × 37,0             | 17,00                    |
|        | 07.07            | «Reunión de Jefes del Consejo de Estado» 1) Silueta de la ciudad de Ufá y el Monumento a Salavat Yulayev, en ocasión de la reunión de los jefes de Estado de la Organización de Cooperación de Shanghái y de los países BRICS | 30,0 × 42,0             | 19,00                    |
|        | 10.07            | «250 años del nacimiento de Piotr Bagratión» 1) Retrato del general Piotr Bagratión e ilustarción de la batalla de Borodinó | 50,0 × 37,0             | 21,00                    |
|        | 23.07            | «Correos de Rusia» 1) El logotipo de los Correos de Rusia (Pochta Rossi) | 26,5 × 20,0             | 17,00                    |
|        | 23.07            | «Sociedad Geográfica Rusa» 1) El logotipo de la Sociedad Geográfica Rusa | 26,5 × 20,0             | 35,00                    |
|        | 24.07            | «XVI Campeonato Mundial de Natación en Kazán» 1) Un saltador en el Palacio de Deportes Acuáticos de Kazán en ocasión del XVI Campeonato Mundial de Natación | 65,0 × 32,5             | 17,00                    |
|        | 03.08            | «Héroes de la Primera Guerra Mundial» Cuatro destacados personajes galardonados con la Cruz de San Jorge por su destacable labor durante la Primera Guerra Mundial: 1) El comandante Konstantin Nedorubov | 37,0 × 50,0             | 21,00                    |
|        | 03.08            | 2) El práporshchik Iván Tiulenev | 37,0 × 50,0             | 21,00                    |
|        | 03.08            | 3) El comandante Nikolái Ulanov | 37,0 × 50,0             | 21,00                    |
|        | 03.08            | 4) El práporshchik Ivan Jizhniak | 37,0 × 50,0             | 21,00                    |
|        | 04.08            | «Artes decorativas de Rusia – Baldosas cerámicas» 1) Baldosa de Moscú | 80,0 × 40,0 –triángulo– | 20,00                    |
|        | 04.08            | 2) Baldosa del pueblo de Abramtsevo (óblast de Moscú) | 80,0 × 40,0 –triángulo– | 20,00                    |
|        | 04.08            | 3) Baldosa del pueblo de Turyguino (óblast de Moscú) | 80,0 × 40,0 –triángulo– | 20,00                    |
|        | 04.08            | 4) Baldosa de Yaroslavl (siglos XVII-XVIII) | 80,0 × 40,0 –triángulo– | 20,00                    |
|        | 11.08            | «Historia del uniforme ruso - Personal del transporte ferroviario» 1) General y suboficial de la Oficina de Transportes (1843) | 32,5 × 65,0             | 17,00                    |
|        | 11.08            | 2) Jefe de la estación y maquinista de 2ª clase (1952) | 32,5 × 65,0             | 17,00                    |
|        | 11.08            | 3) Jefa de viaje y conductor (1979) | 32,5 × 65,0             | 17,00                    |
|        | 11.08            | 4) Jefa de tren y conductor de tren de pasajeros (2015) | 32,5 × 65,0             | 17,00                    |
|        | 14.08            | «150 años del Zoológico de Leningrado» 1) El estanque de los pelícanos y el aviario del Zoológico de Leningrado en San Petersburgo | 32,5 × 65,0             | 19,00                    |
|        | 14.08            | «Ciudad de Nikolayevsk del Amur» 1) Vista de la ciudad de Nikolayevsk del Amur y la estatua del almirante Guennadi Nevelskói | 30,0 × 42,0             | 17,00                    |
|        | 23.08            | «Monasterios de la Iglesia Ortodoxa Rusa» 1) Ilustración del Monasterio de San Lorenzo e imagen de San Lorenzo de Kaluga | 65,0 × 32,5             | 19,00                    |
|        | 23.08            | 2) Ilustración del Monasterio de San Pedro el Alto e imagen de San Pedro de Moscú | 65,0 × 32,5             | 19,00                    |
|        | 26.08            | «100 años del nacimiento de Borís Safónov» 1) El piloto Borís Safónov, nombrado dos veces Héroe de la Unión Soviética y un avión de caza I-16 | 42,0 × 30,0             | 12,00                    |
|        | 28.08            | «70 años de la liberación de Corea» 1) El Arco de Triunfo de Pionyang en conmemoración de la liberación de Corea por el Ejército Rojo en agosto de 1945 | 37,0 × 37,0             | 19,00                    |
|        | 28.08            | «Escudos de los sujetos y las ciudades de la Federación Rusa - República de Tartaristán» (HB) 1) El escudo de la ciudad de Kazán En la hoja bloque se muestra el escudo de Tartaristán y su ubicación en el mapa de Rusia | 30,0 × 42,0 (90 х 60)   | 50,00                    |
|        | 02.09            | «70 años después de la Segunda Guerra Mundial» 1) El teniente general Kuzma Derevianko durante la firma de la rendición japonesa a bordo del acorazado estadounidense "Missouri" en la bahía de Tokio, y una vista del acta | 65,0 × 32,5             | 17,00                    |
|        | 09.09            | «500 años del Kremlin de Nizhni Nóvgorod» (HB) 1) Imagen del Kremlin de Nizhni Nóvgorod desde la otra orilla del Volga En la hoja bloque se muestra una escena con los responsables de la construcción del Kremlin: el arquitecto italiano Pietro Francesco, el gran príncipe Basilio, el gobernador Andrei Gorvaty-Shuiski y boyardos del séquito real | 65,0 × 32,5 (120 × 85)  | 35,00                    |
|        | 10.09            | «Historia de la Primera Guerra Mundial - Equipo militar patriótico» 1) Un fusil Mosin de 7,62 mm | 50,0 × 37,0             | 21,00                    |
|        | 10.09            | 2) Un cañón de división de 76 mm M1902 | 50,0 × 37,0             | 21,00                    |
|        | 10.09            | 3) El buque destructor Novik | 50,0 × 37,0             | 21,00                    |
|        | 10.09            | 4) Un avión bombardero Iliá Múromets | 50,0 × 37,0             | 21,00                    |
|        | 15.09            | «Organización de las Naciones Unidas» 1) El logotipo de la ONU y el edificio de su sede en Nueva York, en ocasión del 70.º aniversario de su fundación | 37,0 × 37,0             | 26,50                    |
|        | 18.09            | «Copa Mundial de Fútbol de 2018 en Rusia» (HB) 1) El trofeo de la Copa Mundial de Fútbol En la hoja bloque se ve un balón dorado y sobre este un campo de fútbol | 37,0 × 50,0             | 100,00                   |
|        | 21.09            | «Servicio Federal Antimonopolio de Rusia» 1) El logotipo del Servicio Federal Antimonopolio y el edificio de su sede en Moscú | 50,0 × 37,0             | 21,00                    |
|        | 22.09            | «Arquitectura moderna» 1) Una vista de Moscú desde el río Moscova con las murallas del Kremlin en primer plano y los rascacielos del Centro Internacional de Negocios | 37,0 × 37,0             | 19,00                    |
|        | 22.09            | 2) Una vista de Bakú con la Torre de la Doncella en primer plano y las Torres Llama | 37,0 × 37,0             | 19,00                    |
|        | 23.09            | «Armada de Rusia» 1) El plataforma petrolífera Prirazlomnaya | 37,0 × 37,0             | 19,00                    |
|        | 23.09            | 2) El buque cisterna Mijail Ulianov | 37,0 × 37,0             | 19,00                    |
|        | 24.09            | «Santo Príncipe Vladimiro - Bautista de la Rus» 1) Efigie del príncipe Vladimiro, una escena de su bautizo y alegoría del bautismo de la Rus de Kiev | 65,0 × 32,5             | 21,00                    |
|        | 25.09            | «Industria nuclear rusa» 1) Logotipo de la corporación estatal Rosatom y las silutas de un rompehielos, una central nuclear y un tomógrafo | 37,0 × 37,0             | 17,00                    |
|        | 01.10            | «Copa Mundial de Fútbol de 2018 en Rusia – Participaciones anteriores» Sellos que muestran el respectivo sello conmemorativo de las participaciones de la URSS en los Mundiales anteriores 1) La URSS en la Copa Mundial de Fútbol de 1958 | 50,0 × 50,0             | 26,50                    |
|        | 01.10            | 2) La URSS en la Copa Mundial de Fútbol de 1962 | 50,0 × 50,0             | 26,50                    |
|        | 01.10            | 3) La URSS en la Copa Mundial de Fútbol de 1966 | 50,0 × 50,0             | 26,50                    |
|        | 01.10            | 4) La URSS en la Copa Mundial de Fútbol de 1970 | 50,0 × 50,0             | 26,50                    |
|        | 01.10            | 5) La URSS en la Copa Mundial de Fútbol de 1982 | 50,0 × 50,0             | 26,50                    |
|        | 01.10            | 6) La URSS en la Copa Mundial de Fútbol de 1986 | 50,0 × 50,0             | 26,50                    |
|        | 02.10            | «Principales monumentos arquitectónicos» 1) La Casa-Museo de Víktor Vasnetsov en Moscú | 42,0 × 30,0             | 19,00                    |
|        | 02.10            | «2000 años de Derbent» (HB) 1) Las murallas de la Ciudadela de Derbent La hoja bloque muestra una vista de la ciudad | 50,0 × 37,0 (100 × 75)  | 35,00                    |
|        | 14.10            | «50 años de la Sociedad para la Protección de los Monumentos de Historia y Cultura de Rusia» 1) Tres monumentos restaurados por la Sociedad: la Fortaleza de Ivangorod, el Monumento de Pedro I en Taganrog y la Laura de la Trinidad y San Sergio en Kulikovo Pole | 42,0 × 30,0             | 26,50                    |
|        | 19.10            | «125º aniversario del establecimiento de relaciones diplomáticas» 1) La Fortaleza de San Pedro y San Pablo en San Petersburgo | 37,0 × 37,0             | 19,00                    |
|        | 19.10            | 2) El Castillo de Chapultepec en Ciudad de México | 37,0 × 37,0             | 19,00                    |
|        | 23.10            | «Patrimonio Cultural de la Humanidad» (HB) 1) Vista de la antigua ciudad de Quersoneso en Crimea La hoja bloque muestra un dibujo de colonos griegos llegando a la costa y sus embarcaciones | 50,0 × 37,0 (130 × 167) | 35,00                    |
|        | 28.10            | «Reducción de los desastres» 1) Tres sistemas de alerta móvil: camioneta, bote y megáfono | 36,5 × 29,0             | 19,00                    |
|        | 30.10            | «70º aniversario de la victoria en la Gran Guerra Patria de 1941-1945. La rebelión en el campo de Sobibor» 1) Imagen de la escultura conmemorativa a las víctimas de la rebelión en el campo de exterminio de Sobibor del año 1943 | 30,0 × 42,0             | 21,00                    |
|        | 05.11            | «150 años del nacimiento del patriarca Tijon» 1) Retrato del patriarca Tijon | 37,0 × 50,0             | 19,00                    |
|        | 05.11            | «Escudos de los sujetos y las ciudades de la Federación Rusa - Óblast de Kostromá» (HB) 1) El escudo de la ciudad de Kostromá En la hoja bloque se muestra el escudo del óblast de Kostromá y su ubicación en el mapa de Rusia | 30,0 × 42,0 (90 х 60)   | 50,00                    |
|        | 05.11            | «Héroe de la Federación Rusa» 1) El capitán Iván Shelojvostov, muerto el 4 de febrero de 2003 en una misión antiterrorista en Argún | 42,0 × 30,0             | 17,00                    |
|        | 10.11            | «100 años del nacimiento de Ashot Badalov, distinguido comunicador de la Federación de Rusia » 1) Retrato del comunicador Ashot Badalov y de fondo el edificio de la Central de Telégrafos en Moscú | 42,0 × 30,0             | 19,00                    |
|        | 10.11            | «Héroe de la Federación Rusa» 1) El teniente coronel Vitali Maiboroda, muerto el 20 de marzo de 2013 en una misión antiterrorista en el Cáucaso del Norte | 42,0 × 30,0             | 17,00                    |
|        | 10.11            | 2) El mayor general Vladimir Maximchuk, muerto el 22 de mayo de 1994 tras ocho años de enfermedad por radioactividad a la que se vio expuesto en el accidente de Chernóbil, en el que dirigió los equipos de bomberos que controlaron el incendio en la central nuclear | 42,0 × 30,0             | 17,00                    |
|        | 10.11            | 3) El oficial Serguéi Solnechnikov, muerto el 28 de marzo de 2012 al arrojarse sobre una granada para salvar a un compañero en una operación de entrenamiento | 42,0 × 30,0             | 17,00                    |
|        | 10.11            | 4) El mayor Valeri Tinkov, muerto el 1 de mayo de 1995 en una emboscada cuando se preparaba su unidad para entrar en Grozni en el marco de la Primera Guerra Chechena | 42,0 × 30,0             | 17,00                    |
|        | 11.11            | «55º aniversario del establecimiento de relaciones diplomáticas» 1) La Iglesia de la Intercesión del río Nerl en Bogoliúbovo | 37,0 × 37,0             | 21,00                    |
|        | 11.11            | 2) La estupa Pha That Luang en Vientián | 37,0 × 37,0             | 21,00                    |
|        | 17.11            | «Copa Mundial de Fútbol de 2018 en Rusia – Estadios» 1) El Estadio Fisht en Sochi | 65,0 × 32,5             | 21,00                    |
|        | 17.11            | 2) El Estadio Olímpico Luzhnikí en Moscú | 65,0 × 32,5             | 21,00                    |
|        | 17.11            | 3) El Estadio Spartak en Moscú | 65,0 × 32,5             | 21,00                    |
|        | 17.11            | 4) El Kazán Arena en Kazán | 65,0 × 32,5             | 21,00                    |
|        | 17.11            | «200º aniversario de la Fábrica de Armas de Zlatoust» 1) Una daga producida en la Fábrica de Armas de Zlatoust y vista de la fábrica | 37,0 × 37,0             | 17,00                    |
|        | 27.11            | «Ministerio de Defensa Civil de la Federación Rusa» 1) El emblema y la fachada del edificio del Ministerio de Defensa Civil en Moscú | 50,0 × 37,0             | 21,00                    |
|        | 03.12            | «150º aniversario de la fundación de la Universidad Estatal de Agricultura Kliment Timiriázev» 1) El emblema de la Universidad Estatal de Agricultura Kliment Timiriázev de Moscú | 37,0 × 37,0             | 17,00                    |
|        | 03.12            | «Abogados prominentes de Rusia» 1) Nikolai Muraviov-Karski (1794-1866) | 37,0 × 37,0             | 17,00                    |
|        | 03.12            | 2) Konstantín Pobedonóstsev (1827-1907) | 37,0 × 37,0             | 17,00                    |
|        | 03.12            | 3) Nikolai Tagantsev (1843-1923) | 37,0 × 37,0             | 17,00                    |
|        | 03.12            | «Copa Mundial de Fútbol de 2018 en Rusia – Leyendas del fútbol» 1) Gavriil Kachalin, entrenador del equipo soviético ganador de la medalla de oro en los Juegos Olímpicos de Melbourne 1956 y en la Eurocopa de 1960 | 42,0 × 30,0             | 26,50                    |
|        | 03.12            | 2) Valentin Bubukin, capitán del equipo ganador de la Eurocopa de 1960 | 42,0 × 30,0             | 26,50                    |
|        | 03.12            | 3) Yuri Voinov, medalla de oro en Melbourne 1956 y en la Eurocopa de 1960 | 42,0 × 30,0             | 26,50                    |
|        | 03.12            | 4) Valentin Ivanov, medalla de oro en Melbourne 1956 y en la Eurocopa de 1960 y máximo goleador en esta última | 42,0 × 30,0             | 26,50                    |
|        | 03.12            | 5) Serguei Salnikov, medalla de oro en Melbourne 1956 | 42,0 × 30,0             | 26,50                    |
|        | 03.12            | 6) Eduard Streltsov, medalla de oro en Melbourne 1956 | 42,0 × 30,0             | 26,50                    |
|        | 03.12            | 7) Lev Yashin, portero del equipo ganador de la medalla de oro en Melbourne 1956 y en la Eurocopa de 1960 y de la medalla de bronce en la Copa Mundial de 1966 | 42,0 × 30,0             | 26,50                    |
|        | 10.12            | «¡Feliz Año Nuevo!» 1) Diseño alusivo que muestra algunos edificios del Kremlin de Moscú: una de las torres de la muralla, el Gran Palacio, el Campanario de Iván el Grande y la Catedral del Arcángel | 65,0 × 32,5             | 35,00                    |